# Tropicomyia dicksoni
Tropicomyia dicksoni är en tvåvingeart som beskrevs av Erich Martin Hering 1957. Tropicomyia dicksoni ingår i släktet Tropicomyia och familjen minerarflugor. Inga underarter finns listade i Catalogue of Life.